# سيف راشد (لاعب كرة قدم مواليد 1991)
سيف راشد البادي (مواليد 10 أغسطس 1991) لاعب كرة قدم إماراتي يجيد اللعب كحارس مرمى.
لعب سابقاً لأندية العين والوصل و اتحاد كلباء والجزيرة و حتا و مصفوت .

## روابط خارجية
- سيف راشد البادي على موقع Soccerway.com (الإنجليزية)